# Llista de cercadors
A continuació es presenta una llista de cercadors.
| motor                   | enllaç                                                          | categories          | cerca avançada | català a la interfície | continguts en català | seguiment | més informació rellevant i referències                                                                                  |
| ----------------------- | --------------------------------------------------------------- | ------------------- | -------------- | ---------------------- | -------------------- | --------- | --- |
| Google                  | http://www.google.cat                                           | generalista         | sí             | sí                     | sí                   | alertes   | [ 1 ] [ 2 ] [ 3 ] |
| Bing                    | http://www.bing.com                                             | generalista         | sí             | sí                     | sí                   |           | Pertany a Microsoft i és el principal competidor de Google                                                              |
| DuckDuckGo              | http://www.DuckDuckGo.com                                       | generalista         | sí             | sí                     | sí                   |           | [ 1 ] [ 2 ] [ 5 ] [ 3 ]                                                                                                 |
| Baidu                   | http://www.baidu.com                                            | generalista         |                | no                     | sí                   |           | orientat a la comunitat xinesa                                                                                          |
| Yahoo Search            | http://yahoo.com                                                | generalista         | sí             | no                     | sí                   |           | [ 3 ] |
| Yahoo News              | http://news.yahoo.com                                           | actualitat          |                | no                     | sí                   |           | És una variant de Yahoo Search                                                                                          |
| Wordpress Search        | http://search.wordpress.com                                     | blogs               |                | no                     | sí                   |           | restringit a la plataforma Wordpress                                                                                    |
| Wiki.com                | http://www.wiki.com                                             | wiki                |                | no                     | no                   |           | cenyit a wikis |
| CC Search               | https://search.creativecommons.org/                             | creative commons    |                | sí                     | sí                   |           | cenyit a continguts Creative Commons                                                                                    |
| Dogpile                 | http://www.dogpile.com                                          | generalista         |                | no                     | sí                   |           | És un cercador generalista categoritzat com a metacercador ja que recorre a altres motors                               |
| Google Scholar          | https://scholar.google.cat/                                     | acadèmic            |                | sí                     | sí                   |           | cercador acadèmic |
| Yippi                   | https://www.yippi.com                                           | generalista         |                | no                     | sí                   |           | [ 1 ] [ 2 ] |
| Twitter Search          | search (.)twitter (.) com                                       | xarxes socials      |                | sí                     | sí                   |           | restringit a la xarxa Twitter                                                                                           |
| Webopedia               | http://www.webopedia.com                                        | terminologia        |                | no                     | no                   |           | [ 2 ] |
| Cercaterm               | https://www.termcat.cat/ca/cercaterm                            | terminologia        |                | sí                     | sí                   |           | [ 1 ] |
| Internet Archive Search | https://archive.org/search.php                                  | històric d'internet |                | no                     | sí                   |           | cerca sobre els webs tal com estaven anys enrere                                                                        |
| Social Mention          | http://www.socialmention.com/                                   | xarxes socials      |                | no                     | sí                   |           | [ 1 ] |
| Gibiru                  | http://www.gibiru.com                                           | generalista         |                | no                     | sí                   |           | es presenta com a especialment acurat amb la privacitat, lliure de censura i se'l descriu per a patriotes (americans)   |
| Search Encrypt          | https://www.searchencrypt.com                                   | generalista         |                | no                     | sí                   |           | amb encriptació de dades per garantir la privacitat de l'usuari                                                         |
| Yandex                  | https://yandex.com/                                             | generalista         |                | no                     | sí                   |           | orientat especialment a la comunitat russa                                                                              |
| StartPage               | https://www.startpage.com/                                      | generalista         |                | no                     | sí                   |           | basat en Google, però vol fer prevaler la privacitat de l'usuari                                                        |
| SwissCow                | https://swisscows.com                                           | generalista         |                | no                     | sí                   |           | basat en cerca semàntica (n'ofereix resultats) i intel·ligència artificial                                              |
| Ecosia                  | https://www.ecosia.org                                          | generalista         |                | no                     | sí                   |           | les cerques contribueixen al medi ambient                                                                               |
| Dimensions              | http://app.dimensions.ai                                        | acadèmic            | sí             | no                     | sí                   |           | ofereix al voltant de 90 milions de referències científiques                                                            |
| BoardReader             | http://boardreader.com/                                         | fòrums              | sí             | no                     | sí                   |           | cerca en fòrums |
| Microsoft Acadèmic      | http://academic.microsoft.com Arxivat 2017-09-19 at Archive-It  | acadèmic            | sí             | no                     | sí                   |           | cercador molt entrat en articles acadèmics, de gran abast                                                               |
| Ask                     | http://www.ask.com                                              | generalista         |                | no                     | sí                   |           | durant anys, un dels principals competidors de Google                                                                   |
| Science Direct          | https://www.sciencedirect.com                                   | acadèmic            | sí             | no                     | sí                   |           | Cercador acadèmic vinculat a una de les editorials cadèmiques més importants, Elsevier.                                 |
| Wolfram Alpha           | https://www.wolframalpha.com                                    | generalista         | no             | no                     | no                   |           | No ofereix enllaços a pàgines sinó informació de resposta ja estructurada i exportable                                  |
| Tineye                  | https://www.tineye.com/ Arxivat 2019-07-24 a Wayback Machine.   | imatges             |                |                        |                      |           | És unc cercador invers. Pugem una imatge i ens busca imatges similars.                                                  |
| AOL                     | http://search.aol.com                                           | generalista         |                | no                     | sí                   |           | Cercador bàsic |
| Wow                     | https://www.wow.com                                             | generalista         |                | no                     | sí                   |           | [ 3 ] |
| Gigablast               | https://www.gigablast.com Arxivat 2019-08-15 a Wayback Machine. | generalista         | sí             | no                     | sí                   |           | [ 3 ] |
| Dialnet                 | https://dialnet.unirioja.es/                                    | acadèmic            | sí             | sí                     | sí                   |           | [ 12 ] [ 4 ] |
| TDX                     | http://tdx.cat Arxivat 2022-05-01 a Wayback Machine.            | acadèmic            | sí             | sí                     | sí                   |           | Hi ha les tesis en català                                                                                               |
| Optimot                 | http://optimot.gencat.cat                                       | lingüístic          | no             | sí                     | sí                   |           | [ 14 ] |
| Scielo                  | http://www.scielo.org                                           | acadèmic            | sí             | no                     | sí                   |           | [ 4 ] |
| World Wide Science      | https://worldwidescience.org                                    | acadèmic            | sí             | no                     | sí                   |           | [ 4 ] |
| Scholarpedia            | http://scholarpedia.org                                         | acadèmic            | sí             | no                     | no                   |           | Molt selectiu |
| Academia.edu            | http://academia.edu                                             | acadèmic            | sí             | no                     | sí                   |           | Proveït pels mateixos autors, funciona com una xarxa social                                                             |
| Springer Link           | http://link.springer.com                                        | acadèmic            | sí             | no                     | sí                   |           | [ 4 ] |
| Refseek                 | http://www.reefseek.com                                         | acadèmic            | sí             | no                     | sí                   |           | [ 4 ] |
| CERN Document server    | http://cds.cern.ch/                                             | acadèmic            | sí             | no                     | no                   |           | Especialitzat en física de partícules                                                                                   |
| Ciència Science         | https://ciencia.science.gov/                                    | acadèmic            | sí             | no                     | no                   |           | Cerca informació acadèmica de les agències federals dels EUA                                                            |
| Base                    | https://www.base-search.net/                                    | acadèmic            | sí             | no                     | sí                   |           | Basat en recursos acadèmics d'accés obert                                                                               |
| Eric                    | https://eric.ed.gov                                             | acadèmic            | sí             | no                     | no                   |           | [ 4 ] |
| Iseek                   | http://www.iseek.ai                                             | acadèmic            | sí             | no                     | no                   |           | [ 4 ] |
| Science Research        | http://scienceresearch.com                                      | acadèmic            | sí             | no                     | sí                   |           | [ 4 ] |
| ResearchGate            | http://www.researchgate.com                                     | acadèmic            | sí             | no                     | sí                   |           | Requereix identificar-se, funciona com a xarxa social científica                                                        |
| Wikileaks               | https://search.wikileaks.org/                                   | específic           | sí             | no                     | no                   |           | És un cercador de filtracions.                                                                                          |
| Kartoo                  | http://www.kartoo.com/ Arxivat 2010-01-20 a Wayback Machine.    | generalista         | no             | no                     | sí                   |           | El trobem descrit tant com a cercador editat per humans com també com a metacercador (que recorre a d'altres cercadors) |
| MyWay                   | http://www.myway.com                                            | generalista         | no             | no                     | sí                   |           | Metacercador basat en Google                                                                                            |
| Amswerthepublic         | https://answerthepublic.com/                                    | invers              | si             | no                     | sí                   |           | Cerca les preguntes que la gent formula sobre la paraula o frase cercada                                                |
|                         |                                                                 |                     |                |                        |                      |           | |